# Rambah Hilir (plaats)
Rambah Hilir is een bestuurslaag in het regentschap Rokan Hulu van de provincie Riau, Indonesië. Rambah Hilir telt 2850 inwoners (volkstelling 2010).